# Rohrberg (Szász-Anhalt)
Rohrberg település Németországban, azon belül Szász-Anhalt tartományban. Lakosainak száma 997 fő (2023. december 31.).

## Szomszédos községek
- Wallstawe (észak)
- Kuhfelde (északkelet)
- Beetzendorf (kelet, dél)
- Jübar (nyugat)
- Diesdorf (északnyugat)

## Népesség
A település népességének változása:
| Lakosok száma | 1081 | 1059 | 1040 | 1031 | 997  |
|               | 2017 | 2019 | 2021 | 2022 | 2023 |